# Siphosturmia baccharis
Siphosturmia baccharis är en tvåvingeart som först beskrevs av Henry J. Reinhard 1922.  Siphosturmia baccharis ingår i släktet Siphosturmia och familjen parasitflugor.
Artens utbredningsområde är Texas. Inga underarter finns listade i Catalogue of Life.